# Универзитет за пословне студије
Универзитет за пословне студије је приватни универзитет у Бањој Луци, са одјељењима у Бијељини и Источном Сарајеву.

## Организација
Универзитет за пословне студије спроводи основне, мастер и докторске академске студије у склопу седам факултета:
- Факултет за пословне и финансијске студије
- Факултет за примијењену економију
- Факултет за информационе технологије и дизајн
- Факултет за екологију
- Факултет за туризам и хотелијерство
- Факултет за новинарство и комуникологију
- Факултет за правне науке